# Sigrid Jahns
Sigrid Jahns, geborene Langer, (* 26. Oktober 1945 in Malente-Gremsmühlen) ist eine deutsche Historikerin. Bis 2009 war sie Professorin für die Geschichte der Frühen Neuzeit am Historischen Seminar der Ludwig-Maximilians-Universität München.

## Leben
Die Tochter eines Arztes begann nach dem Abitur in Osnabrück 1965 ein Studium der Geschichtswissenschaften, Philologie, Philosophie und Pädagogik, das sie 1967 an der Christian-Albrechts-Universität zu Kiel und 1968 an der Johann Wolfgang Goethe-Universität Frankfurt am Main fortsetzte. 1972 wurde sie in Frankfurt bei Friedrich Hermann Schubert mit der Arbeit Frankfurt, Reformation und Schmalkaldischer Bund – die Reformations-, Reichs- und Bündnispolitik der Reichsstadt Frankfurt am Main 1525–1536 zur Dr. phil. promoviert. Nach einem anschließenden Auslandsaufenthalt und dem Referendariat an einem Bad Homburger Gymnasium betreute Jahns ab 1975 als Wissenschaftliche Mitarbeiterin von Volker Press an der Justus-Liebig-Universität Gießen das Teilprojekt Zusammensetzung und Sozialbeziehungen des Reichskammergerichts 1548–1806, aus dem ihre 1990 in Gießen vorgelegte zweiteilige Habilitationsschrift Das Reichskammergericht und seine Richter. Verfassung und Sozialstruktur eines höchsten Gerichts im Alten Reich, die sich aus sozial- und verfassungsgeschichtlicher Perspektive mit den Juristen am Reichskammergericht beschäftigt, hervorging.
Sigrid Jahns war verheiratet mit dem Botaniker Hans Martin Jahns. Sie ist Mitglied der Frankfurter Historischen Kommission und war Mitglied der Vereinigung für Verfassungsgeschichte.

## Schriften (Auswahl)
- Frankfurt, Reformation und Schmalkaldischer Bund. Die Reformations-, Reichs- u. Bündnispolitik der Reichsstadt Frankfurt am Main 1525–1536. Kramer, Frankfurt am Main 1976, ISBN 978-3-7829-0162-8 (zugl. Universität Frankfurt am Main, FB Geschichtswissenschaften 1972: Dissertation).
- Die Assessoren des Reichskammergerichts in Wetzlar. Eine Fallstudie. (= Schriftenreihe der Gesellschaft für Reichskammergerichtsforschung, Heft 2), Wetzlar 1986, doi:10.17176/20170309-191119.
- Das Reichskammergericht und seine Richter. Verfassung und Sozialstruktur eines höchsten Gerichts im Alten Reich. Teil 1: Darstellung. Böhlau Verlag, Wien, Köln und Weimar 2011, ISBN 978-3-412-06403-7.
- Das Reichskammergericht und seine Richter. Verfassung und Sozialstruktur eines höchsten Gerichts im Alten Reich. Teil 2: Biographien. 2 Bände. Böhlau Verlag, Wien, Köln und Weimar 2003, ISBN 978-3-412-06503-4.
- mit Paul-Joachim Heinig, Hans-Joachim Schmidt, Rainer Christoph Schwinges und Sabine Wefers (Hrsg.): Reich, Regionen und Europa in Mittelalter und Neuzeit. Festschrift für Peter Moraw (= Historische Forschungen, Band 67), Duncker & Humblot, Berlin 2000.